# شهرستان چاویانگ
شهرستان چاویانگ (به لاتین: Chaoyang County) یک منطقهٔ مسکونی در چین است که در چاویانگ واقع شده‌است. شهرستان چاویانگ ۳٬۷۵۱ کیلومتر مربع مساحت و ۵۸۴٬۹۵۹ نفر جمعیت دارد.